# André (artiste)
Pour les articles homonymes, voir André et Saraiva.
André, de son véritable nom André Saraiva,  né en 1971 à Uppsala en Suède, est un artiste issu du graffiti et un entrepreneur luso-français. Il est le créateur du personnage Monsieur A.

## Biographie

### Artiste

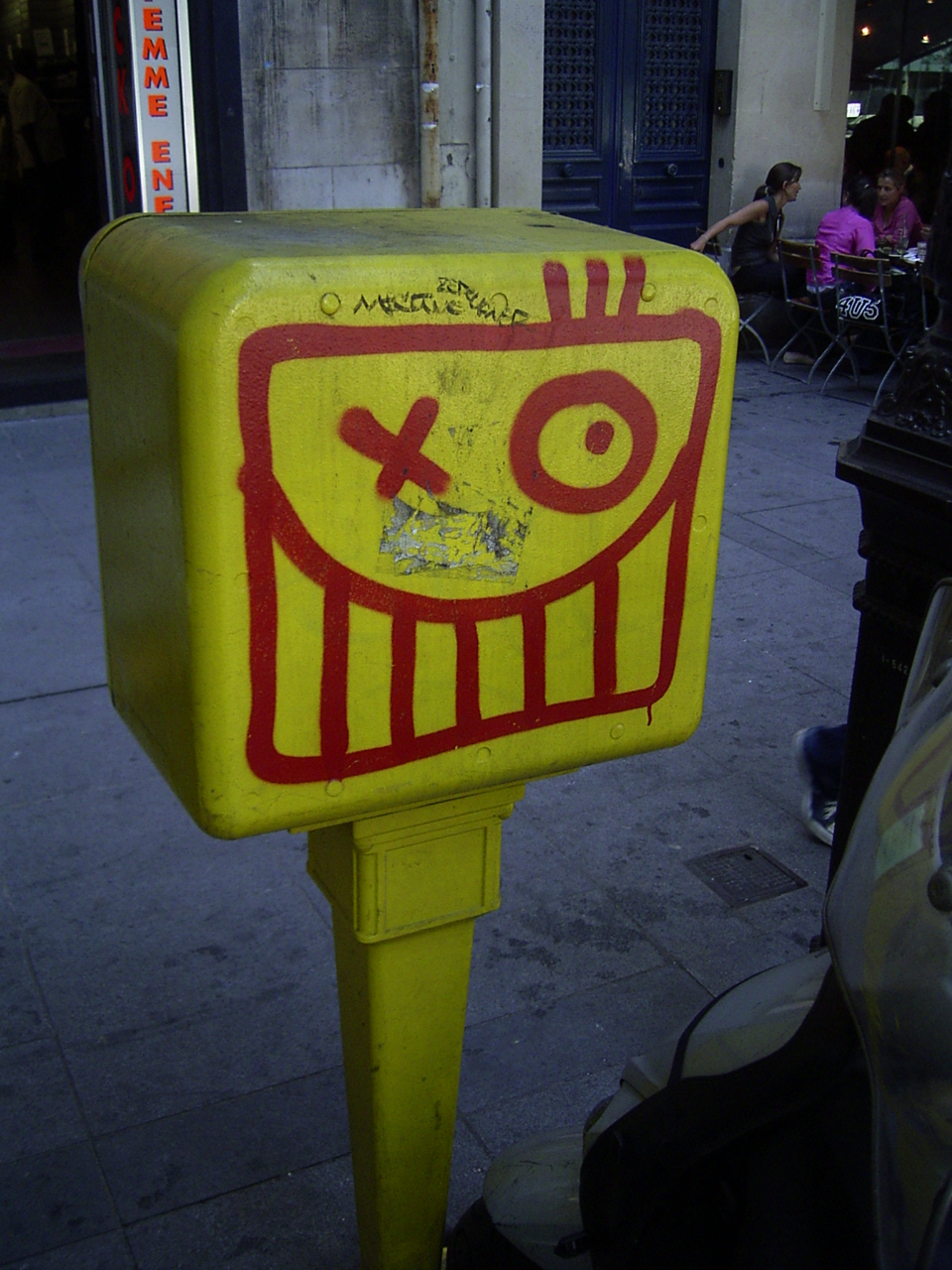
Graffiti d'André à Paris

André Saraiva est né le 2 juillet 1971 à Uppsala, en Suède, où ses parents, portugais, avaient fui le dictateur Salazar[Information douteuse]. Sa mère est interprète, son père est peintre, ils vivent dans une HLM. Arrivé à Paris à l'âge de 10 ans, il découvre le graffiti dès l'âge de treize ans et invente en 1989 Mr A, une « sorte de shadok à longues pattes, grosse bouille souriante, avec haut-de-forme ». Il le reproduit au rythme de 20 tags par nuit minimum. Selon André, quelque 300 000 Mr A ont ainsi été dessinés depuis le début de sa carrière.

André Saraiva, le logo de bar Le Baron

En 1989, André Saraiva remporte un concours organisé par le magazine L'Express. Son graff de 3,20 x 2,15 mètres peint à la bombe est sélectionné parmi 25 autres projets, il fait la couverture du n° 2001 de L'Express. Après avoir ouvert sa galerie à Paris « La mercerie d'Andre » dans laquelle il vend ses toiles au mètre, il est repéré en 1997 par des mécènes japonais qui le lancent sur la scène artistique tokyoïte. En 2002, il ouvre le concept-store BlackBlock au Palais de Tokyo, une plateforme d'aide à la création autour de laquelle s'organisent concerts, défilés et autres performances, et dont les bénéfices sont réinjectés dans de nouveaux projets d'art,. En 2004, André réalise les fresques du nouveau terminal de l'aéroport de Tokyo. Il apparaît en 2010 dans le film de Banksy, Faites le mur ! (Exit Through the Gift Shop). En 2011, ses œuvres sont exposées au Musée d'art contemporain de Los Angeles, au Grand Palais à Paris et à la 54e Biennale de Venise,. En 2014, une rétrospective est organisée au Museu do Design e da Moda de Lisbonne.

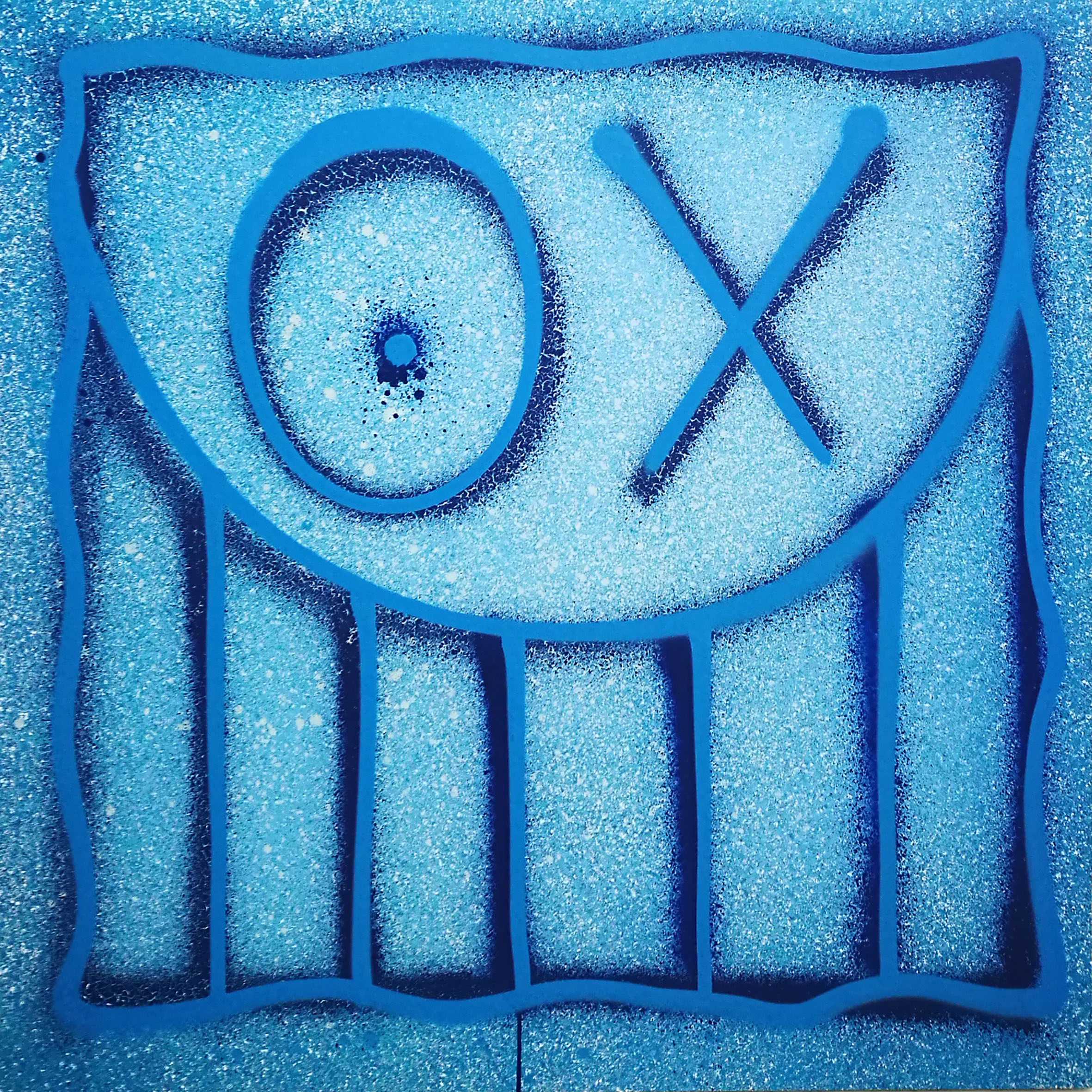
André Saraiva, Unititled, 100cmX100cm

Renommé pour son travail d'artiste, dénigré par certains comme un « vandale » et à plus forte raison par des activistes environnementaux défendant le Parc national de Joshua Tree en Californie où André a « performé » un graffiti sur un rocher situé sur le parking du parc,,, André fait l'objet d'un certain suivi médiatique.

### Entrepreneur
Depuis les années 1990, André est une des figures de la nuit parisienne. Il organise de nombreuses soirées. En octobre 2004, il ouvre à Paris le club Le Baron avenue Marceau. À Paris, André Saraiva est le fondateur et l'associé de nombreux établissements Chez Moune, le Montana, Castel les hôtels Amour et Grand Amour, le restaurant la Fidélité, l'hôtel Ermitage à Saint-Tropez, Béatrice Inn et Café Henrie à New York et Le Baron à Tokyo, Londres et Shanghai.
André a été de 2011 à 2015 le rédacteur en chef de la version masculine du magazine de mode L'Officiel Hommes.

### Vie privée

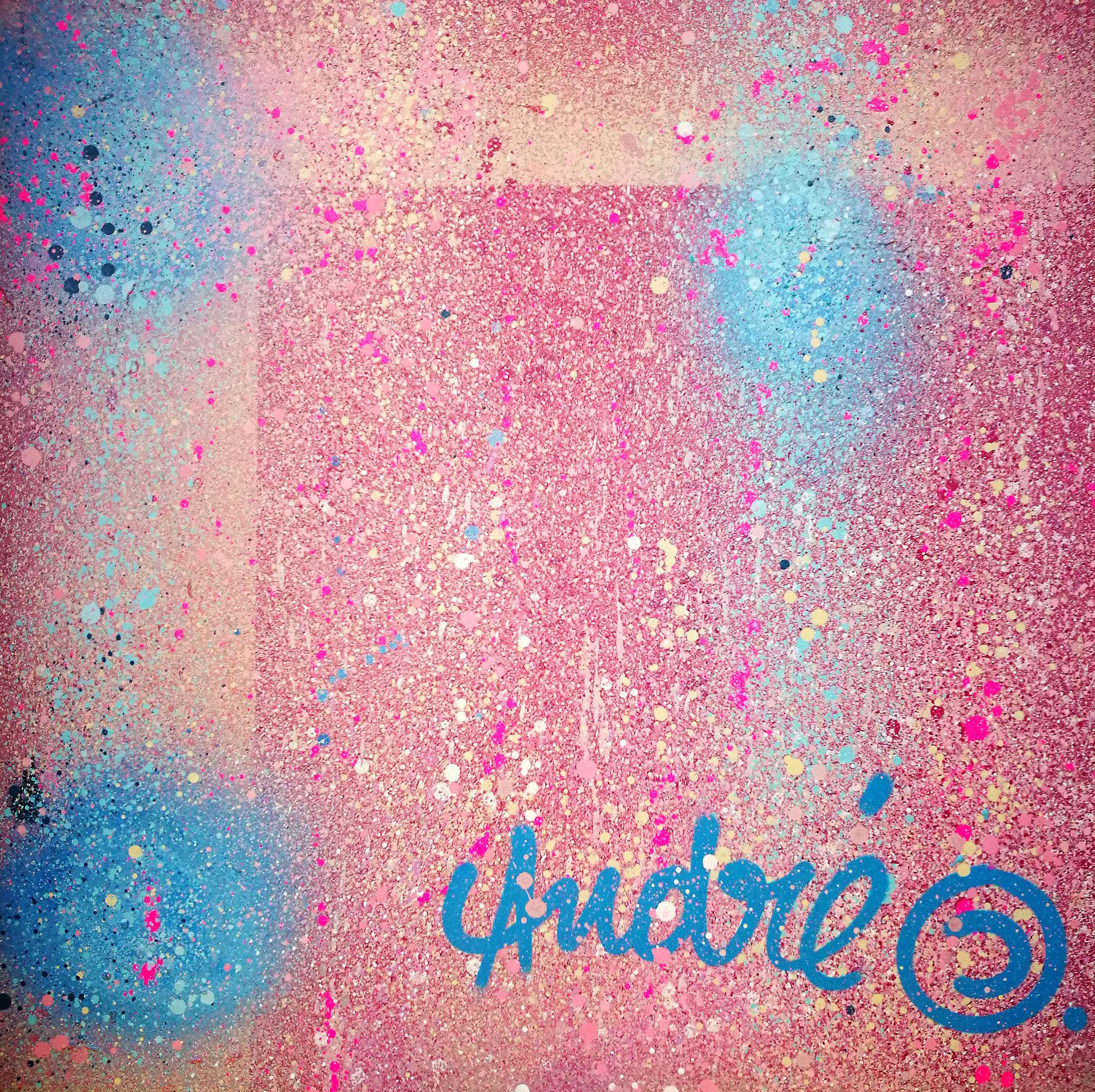
André Saraiva, Pink,100cmX100cm

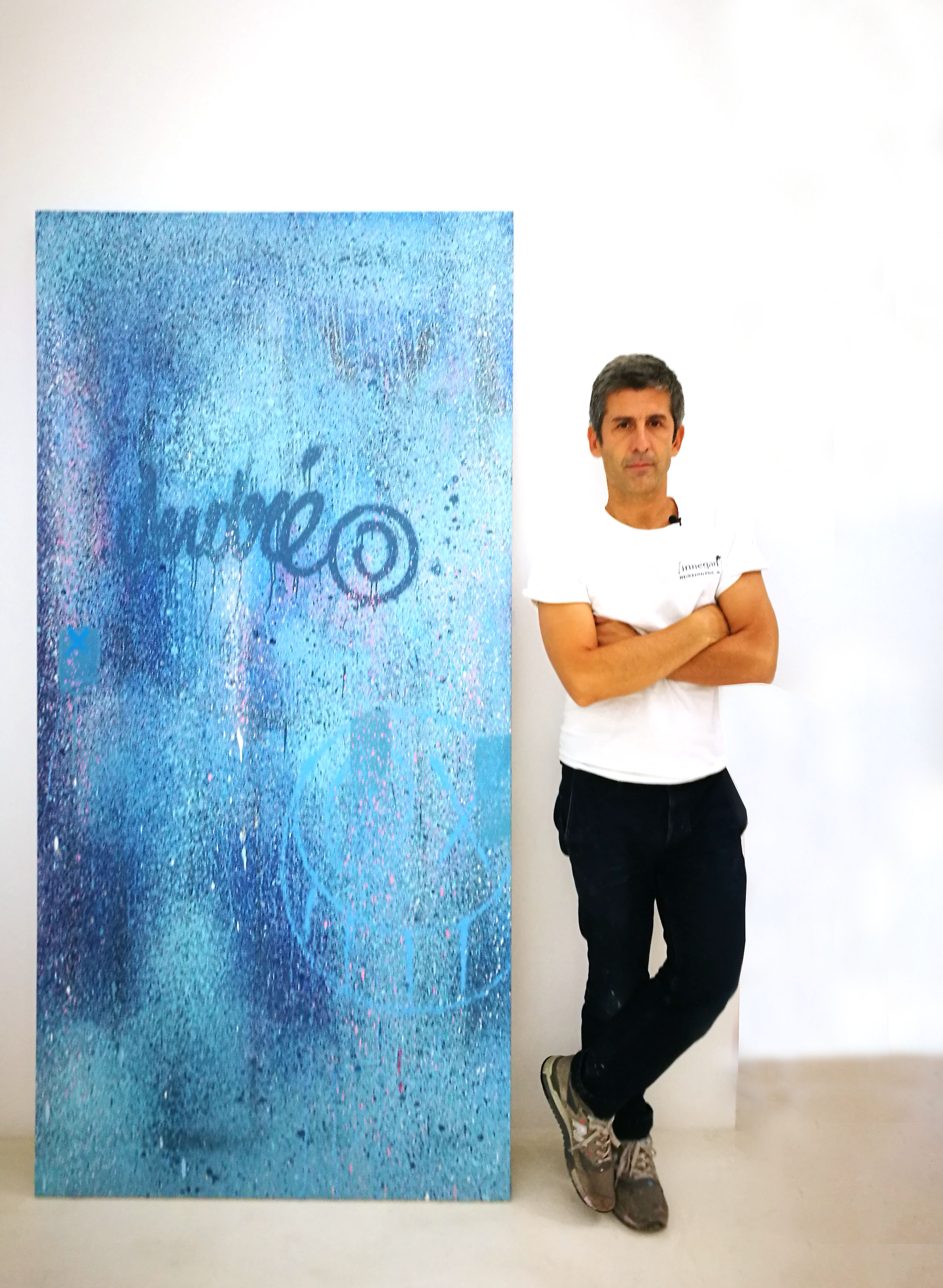
André et son œuvre à la Galerie Magda Danysz à Shanghai.

Il a une fille, Henrietta, avec la chanteuse Uffie.

## Œuvres

### Expositions
- 2017: Solo Show, Magda Danysz Gallery, Shanghai, Chine [13]
- 2014: Solo Show, LA8 and Museum Frieder Burda, Baden-Baden
- 2014: Solo Show, Mude Museum, Lisbon
- 2013: POTSE 68., Circle Culture Gallery, Berlin, Germany
- 2013: Ephemeral, Circle Culture Gallery, Berlin, Germany
- 2012: André Ville, Circle Culture Gallery, Hamburg, Germany
- 2012: Love Letters, Half Gallery, New York
- 2012: Andrépolis, The Hole, New York, USA
- 2011: Art in the Streets, The Geffen Contemporary at the Museum of Contemporary Art, L.A., USA
- 2011: Group Exhibition, Chateau de Fernelmont, Belgium
- 2011: Art Machine, The Hole and Alife, New York, USA
- 2011: Paris Premiere, Grand Palais, Paris, France
- 2011: Future Pass: André Saraiva and Mu Lei, 54th Venice Biennale, Venice, Italy
- 2011: Urban Art at UNESCO Patrimoine Culturel Mondial Voilklinger, Germany
- 2010: St Tropez, Louis Vuitton, St. Tropez, France
- 2010: Drawings, Colette, Paris
- 2009: Exhibition “Vraoum” Maison Rouge, Paris
- 2009: Vive l’art Urbain 2, Espace Univers 6, Paris, France
- 2009: Tony Hawk Show, Grand Palais, Paris, France
- 2008: Exposition des sculptures André, Galerie Navarra, Hôtel Bristol, Paris
- 2008: Exhibition “ Icons for Now” Arhus, Danemark
- 2008: 400 ML Project, Maison des Métallos, Paris
- 2007: Exhibition Jalou “Compulsive” Palais de Tokyo, Paris
- 2007: Biennale d’Abu Dhabi, Galerie Enrico Navarra, Abu Dhabi
- 2007: Say No to Limits, an exhibition celebrating the 2008 Beijing Olympics, China
- 2006: André Loves Berlin, CircleCulture Gallery, Berlin
- 2006: La Force de L’Art, Grand Palais, Paris
- 2006: The Whistle Test curated by Eva Newton, Scion, Los Angeles
- 2005: Be@rbrick World Wide Tour, GBE at Passerby Gallery, New York
- 2004: Love Tokyo, Bape Gallery, Tokyo
- 2004: Be@rbrick World Wide Tour, Parco Museum, Tokyo
- 2004: La Rue aux Artistes, Art Club, FIAC, Paris
- 2003: Walt Disney, 75 ans de Mickey Mouse, Colette, Paris
- 2002: Urban Discipline, Group Show, Hamburg, Germany
- 2002: Love Graffiti, Colette, Paris
- 2002: Love Graffiti, Galerie Air de Paris, Paris
- 2002: Urban Stories Urban Price by André, Belgrad, Yougoslavie
- 2002: Group Exhibition with Alife Shop at Deitch Projects, New York
- 2001: Untitled, Galerie du jour Agnes B, Paris
- 2000: Souvenirs de Paris, Tiphaine Bastille, Paris
- 1999: Le Mercerie d’André Number 2, Daikayama, Tokyo
- 1997: La Mercerie d’André, rue Guénégaud, Paris

### Filmographie

#### Acteur
- 2011 : For Lovers Only,, réalisateur Mark Polish[14]
- 2007 : Hora Sagrada[14]

#### Réalisateur
- 2015 : Rendez-Vous au Club Swan, avec Benjamin Millepied et Derek Blasberg.
- 2013 : New York La La La (pour L'Officiel Hommes)
- 2013 : TV Baby "Wild Joy (Official Music Video)
- 2013 : Last Night at the Chelsea Hotel
- 2011 : The Shoe
- 2008 : Somebody Somewhere (Official Music Video), avec Lou Doillon.